# Episodi di Casa famiglia (seconda stagione)
La seconda stagione della serie televisiva Casa famiglia andò in onda in prima visione su Rai 1 dal 14 marzo al 30 maggio 2003.
| nº | Titolo                   | Prima TV Italia |
| -- | ------------------------ | --------------- |
| 1  | La musica mancante       | 14 marzo 2003   |
| 2  | L'uomo del passato       | 21 marzo 2003   |
| 3  | Mercanti di uomini       | 28 marzo 2003   |
| 4  | La settima culla         | 4 aprile 2003   |
| 5  | Giustizia privata        | 11 aprile 2003  |
| 6  | Incidente su commissione | 18 aprile 2003  |
| 7  | La bambina e il campione | 25 aprile 2003  |
| 8  | Il prezzo della verità   | 2 maggio 2003   |
| 9  | Il giusto                | 9 maggio 2003   |
| 10 | Lezione d'amore          | 15 maggio 2003  |
| 11 | Con gli occhi di Matteo  | 23 maggio 2003  |
| 12 | Fame d'amore             | 30 maggio 2003  |